# Viktoras Pranckietis

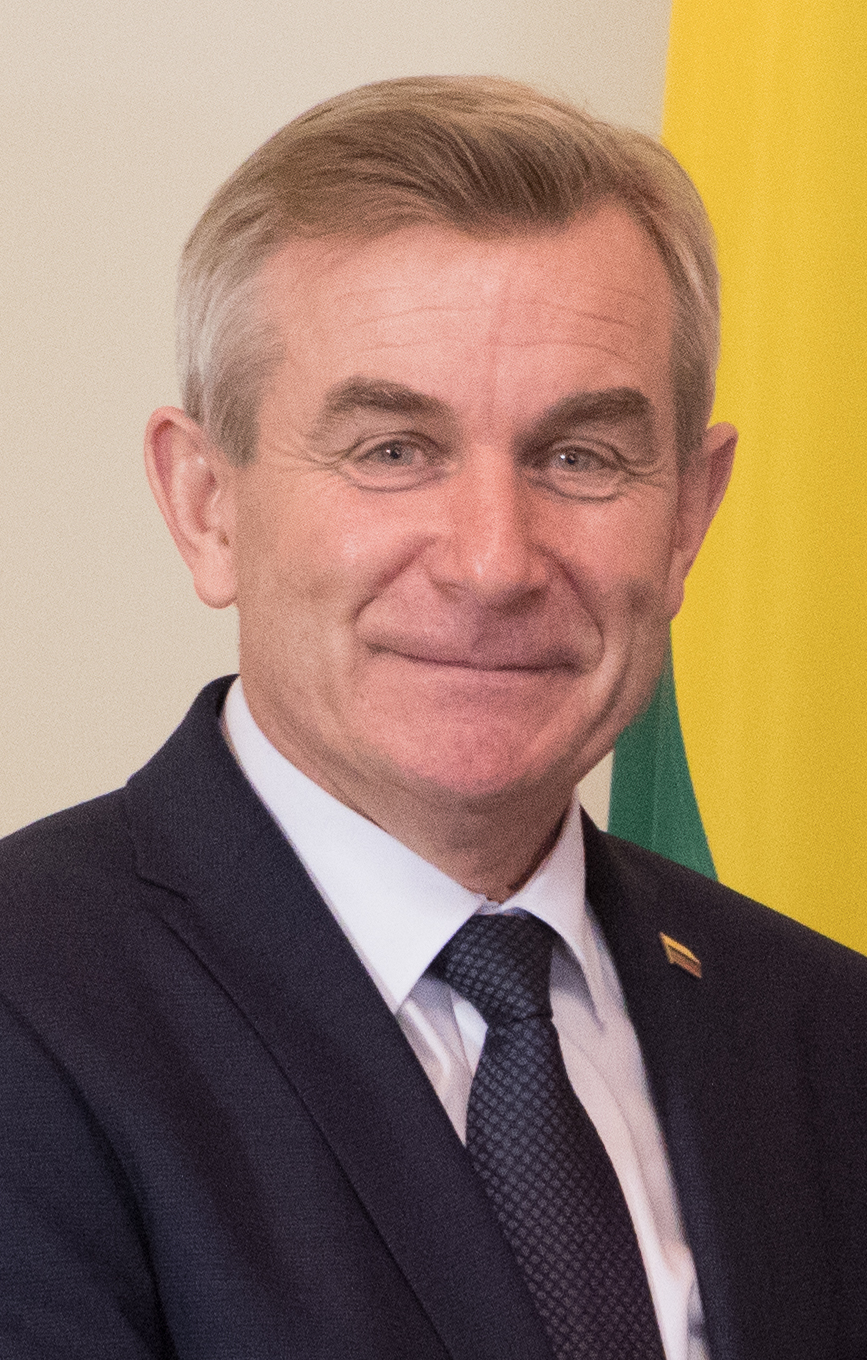
Viktoras Pranckietis (2016)

Viktoras Pranckietis (* 26. Juli 1958 in Ruteliai, Rajongemeinde Kelmė) ist ein litauischer Agrarwissenschaftler und liberaler Politiker, Seimas–Mitglied. Bis 2016 war er Universitätsprofessor und von 2016 bis 2020 litauischer Parlamentspräsident, Vorsitzender des Seimas der Republik Litauen.

## Leben
Ab 1965 lernte Pranckietis an der Mittelschule Tytuvėnai bei Kelmė und ab 1973 im Sowchos-Technikum Tytuvėnai. Von  1977 bis 1982 absolvierte er das Diplomstudium an der Lietuvos žemės ūkio akademija, der heutigen Aleksandras-Stulginskis-Universität, bei Kaunas und wurde Agronom.
Ab 1982 arbeitete Pranckietis an seiner Alma Mater, nur kurz unterbrochen von seiner Dienstzeit bei der Sowjetarmee 1984 bis 1986. Von 1986 bis 1991 war er Assistent und von 1988 bis 1991 Prodekan der Agronomie. In der Zeit von 1991 bis 1998 war er als Oberassistent an der Hochschule tätig, die damals als Lietuvos žemės ūkio universitetas bezeichnet wurde. Im Jahr 1998 promovierte er extern in Biomedizin. Danach lehrte er von 1998 bis 2016 als außerordentlicher Professor wieder an der Aleksandro Stulginskio universitetas (ASU). Von 2006 bis 2008 war er dort Leiter des Gartenbau-Lehrstuhls und ab 2008 Dekan der Agronomiefakultät. Im Jahr 2016 wurde er zum ordentlichen Professor berufen.

## Politische Tätigkeit
Pranckietis ist seit 2021 Mitglied der liberalen Partei Liberalų sąjūdis. Davor war er Mitglied von Lietuvos valstiečių ir žaliųjų sąjunga, ab 2014 stellvertretender Vorsitzender.
Von 2015 bis 2016 war er Mitglied im Rat der Rajongemeinde Kaunas. Bei der Wahl 2016 gelang ihm der Einzugs ins litauische Parlament. Vom 14. November 2016 bis 2020 war er als Vorsitzender des 12. Seimas der litauische Parlamentspräsident. Bei der Wahl 2020 wurde er Mitglied im 14. Seimas.

## Familie
Viktoras Pranckietis ist seit 1983 verheiratet. Seine Frau Irena ist außerordentliche Professorin am Institut für Agrarökosysteme und Bodenwissenschaften der Aleksandro Stulginskio universitetas.
Der Sohn Vaidotas (* 1984) ist Unternehmen. Die Tochter Viktorija (* 1987) ist PR-Spezialistin und die Tochter Monika ist Absolventin der Agronomiefakultät der ASU. Die Familie wohnt in Ringaudai bei Kaunas.